# Round Rock (Arizona)
Round Rock (in navajo: Tsé Nikání) è un census-designated place (CDP) degli Stati Uniti d'America della contea di Apache nello Stato dell'Arizona. La popolazione era di 789 abitanti al censimento del 2010. Prende il nome da una mesa nelle vicinanze.

## Geografia fisica
Round Rock è situata a 36°29′49″N 109°27′29″W (36.496871, -109.458055).
Secondo lo United States Census Bureau, ha un'area totale di 14,35 mi² (37,17 km²).

## Società

### Evoluzione demografica
Secondo il censimento del 2010, la popolazione era di 789 abitanti.

### Etnie e minoranze straniere
Secondo il censimento del 2010, la composizione etnica del CDP era formata dallo 0,13% di bianchi, il 98,23% di nativi americani, lo 0% di altre razze, e l'1,65% di due o più etnie. Ispanici o latinos di qualunque razza erano l'1,39% della popolazione.